# Томас Мидълдич
Томас Стивън Мидълдич (на английски: Thomas Steven Middleditch, роден на 10 март 1982 г.) е канадски актьор, комик и сценарист. Най-известен е с ролята си на Ричард Хендрикс в комедийния сериал „Силициевата долина“ на HBO. Той озвучава Пен Зироу в анимационната поредица „Пен Зироу: Почасов герой“, Харолд Хъчинс в „Капитан Гащи: Първото епично приключение“ и Тери в „Чуждоземци“.
През януари 2022 г. в „Късното шоу със Стивън Колбер“ Мидълдич обявява, че е станал американски гражданин.